# Karin frente la playa
Karin frente la playa es una acuarela realizada por el pintor sueco Carl Larsson el año 1908. Se encuentra en la colección del Museo de Arte de Malmö en el sur de Suecia.

## Descripción
La acuarela de Larsson representa a su esposa Karin, en el jardín de su casa, Lilla Hyttnäs, en Sundbornsån en Dalarna, en un día soleado. La pintura fue comprada con ocasión de la Exposición del Báltico que se celebró el 15 de mayo al 4 de octubre de 1914 en la ciudad de Malmö.
La acuarela se reprodujo en un libro titulado: Åt solsidan: en bok om boningsrum, om barn, om dig, om blommor, om allt: taflor och prat que fue publicado en 1910 y que contiene 32 reproducciones de pinturas con su texto.

## Europeana 280
En abril de 2016, la pintura Karin frente la playa fue seleccionada como una de las diez más grandes obras artísticas de Suecia por el proyecto Europeana.